# Займище (Брянська область)
За́ймище (рос. Займище) — село, у минулому смт, підпорядковане Клинцівській міськраді Брянської області, Росія.
Населення села становить 5 042 особи (2002).
З 1975 до 2004 року село мало статус селища міського типу.